# 秦哚昔芬
秦哚昔芬（开发名：D-16726、NSC-341952等），分子式C21H21NO4，是一种非甾体選擇性雌激素受體調節物（SERM），1980年代1990到早期为治疗乳腺癌而开发，从未上市。
它可以1-乙基-5-甲氧基-2-(4-甲氧基苯基)-3-甲基吲哚为原料制得。